# Ménesplet
Ménesplet là một xã của Pháp, nằm ở tỉnh Dordogne trong vùng Aquitaine của Pháp. Xã này có diện tích 18,91 km2, dân số năm 2006 là 1506 người. Xã nằm ở khu vực có độ cao trung bình 29 m trên mực nước biển.

## Thông tin nhân khẩu
| Năm    | 1962 | 1968 | 1975  | 1982  | 1990  | 1999  | 2006  |
| ------ | ---- | ---- | ----- | ----- | ----- | ----- | ----- |
| Dân số | 957  | 956  | 1 010 | 1 211 | 1 328 | 1 289 | 1 506 |